# Yolanda Rivera Dueñas
Yolanda Rivera Dueñas (1972) es una política española que ejerce como alcaldesa de Castellar del Vallés, en Barcelona, desde el 13 de diciembre de 2024. Forma parte del grupo municipal Somos de Castellar - PSC y es consejera del Consejo Comarcal del Vallés Occidental. 

### Formación y experiencia
Licenciada en Ciencias Económicas y Empresariales por la Universidad Autónoma de Barcelona (UAB), Rivera cuenta con dos másters en Asesoramiento Financiero y Coaching, así como un posgrado en Dirección Bancaria. Trabajó en el sector bancario entre 1992 y 2019. 

### Trayectoria política
Rivera es concejala del Ayuntamiento de Castellar del Vallés desde junio de 2019. Durante el mandato 2019-2023 ejerció como primera teniente de alcaldía de Servicios Centrales, asumiendo responsabilidades como las carteras de Economía y Servicios Generales. Actualmente, antes de ser proclamada alcaldesa, ocupaba también el cargo de coordinadora del Área de Gobernación. 
El 13 de diciembre de 2023, después de la renuncia de su antecesor, Ignasi Giménez Renom, es elegido por el pleno municipal como alcadesa de Castellar del Vallés. 
En su primer discurso como alcaldesa, Rivera se definió como una persona de diálogo y humildad, manifestando su compromiso con una política basada en la justicia social, la igualdad y la solidaridad. Subrayó que trabajará con herramientas como el diálogo, la escucha y la democracia, y que tendrá muy presentes valores como la empatía y el acompañamiento. 